# Ali Motazed
Ali Motazed (en persa: علی معتضد‎), también conocido como Ali Nakhjiri Esfahani (en persa: علی نخجیری اصفهانی‎), fue jefe adjunto de SAVAK durante el reinado de Mohammad Reza Pahlavi.
Ali Motazed pasó sus años de escuela primaria y secundaria en Isfahán y Nezam High School. En 1934 ingresó al colegio de oficiales y en 1937 se graduó con el grado de subteniente en el campo de la artillería. Motazed sirvió en el cuartel general del ejército hasta que pasó a ser director de SAVAK de Pakravan, después de lo cual fue asignado a SAVAK y se convirtió en el jefe del servicio de inteligencia exterior de SAVAK. Permaneció en este puesto durante toda la década de 1960. El 8 de junio de 1978, cuando Nematollah Nassiri reemplazó a Nasser Moghaddam, renunció al cargo de diputado de SAVAK y fue enviado a Siria como embajador.